# تسلسل محفوظ

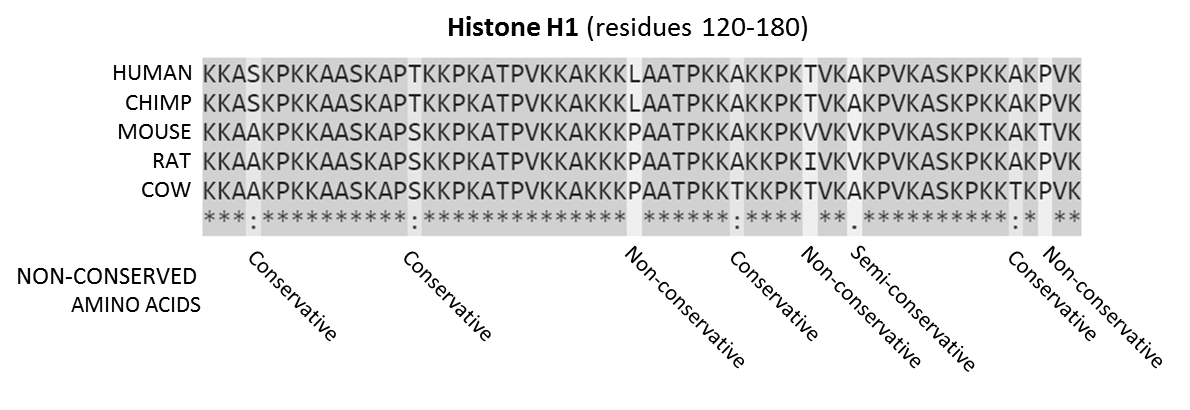
ترصيف تسلسلات بروتينات الهستون H1 لخمس ثدييات.
التسلسلات هي وحدات الأحماض الأمينية 120-180 من هذه البروتينات. الوحدات المحفوظة في جميع التسلسلات مبينة بالرمادي، وتحت كل وحدة علامة تدل على مدى انحفاظ ذلك الموقع: (*) موقع محفوظ، (:) موقع ذو تبديل محافظ، (.) موقع ذو تبديل نصف محافظ، موقع ذو تبديل غير محافظ.

التسلسُلات المحفوظة (بالإنجليزية: conserved sequences)‏ هي تسلسلات أحماض نووية (دنا أو رنا) أو بروتينات متماثلة أو متشابهة في عدة أجناس (تسلسللات متماثلة ذات أصل واحد) أو داخل جينوم واحد (تسلسلات متماثلة) أو بين صنف مانح وآخر مستقبِل (تسلسللات متماثلة أجنبية). الانحفاظ يعني أن التسلسل لم يتم تغييره بواسطة الاصطفاء الطبيعي.
التسلسل المحفوظ بشدة هو التسلسل الذي بقي من دون تغيير منذ الأسلاف المشتركة الأولى في شجرة التطور، أي لم يتغير منذ زمن جيولوجي طويل. من الأمثلة على التسلسلات المحفوظة بشدة: المكونات الرنوية للريبوسوم المتواجد في جميع نطاقات الحياة، تسلسلات العلبة المثلية المنتشرة بين حقيقيات النوى، والرنا الناقل لدى البكتيريا. تتداخل دراسة انحفاظ التسلسلات مع علم الجينوم و البروتيوميات وعلم الأحياء التطوري، وعلم الوراثة العرقي والمعلوماتية الحيوية.

## تاريخ
اكتشاف دور الدنا في الوراثة، وملاحظات فردريك سانغر لاختلافاتٍ في جزيئات الإنسولين بين الحيوانات سنة 1949، دفع علماء الأحياء الجزيئية إلى دراسة الأصناف من منظور جزيئي. استَخدمت دراسات أجريت في العقد 1960 تقنيات تهجين الدنا وتفاعل البروتين المتعدد لقياس التشابه بين البروتينات الأرثولوجية المعروفة كالهيموغلوبين  والسيتوكروم سي. في سنة 1965 قدّم إميل زوكركاندل ولينوس باولنغ مفهوم الساعة الجزيئية، واقترحا أن المعدلات الثابتة لتبديل الأحماض الأمينية يمكن أن تُستخدم لتقدير زمن تفرع (تطور) كائن عن آخر. بينما كان علماء التطور الأولون يقارنون بين المستحثات، أدت ملاحظات أن بعض الجينات تتطور بمعدلات مختلفة إلى تطوير نظريات التطور الجزيئي. أظهرت مقارنة أجرتها مارغريت دايهوف سنة 1966 لتسلسلات الفيريدوكسين أن الاصطفاء الطبيعي يعمل على حفظ وتحسين تسلسلات البروتين الأساسية للحياة.